# Glomuslichaam
Een glomuslichaam (of glomusorgaan; meervoud glomera) is een onderdeel van de dermislaag van de huid, betrokken bij de regulatie van de lichaamstemperatuur. Het glomuslichaam is een kleine arterioveneuze anastomose omgeven door een kapsel van bindweefsel. Glomera zijn het talrijkst in de vingers en tenen. De rol van het glomuslichaam is het bloed weg leiden van het huidoppervlak bij blootstelling aan koude, waardoor warmteverlies wordt voorkomen en bloedtoevoer naar de huid bij warm weer, zodat warmte kan worden afgevoerd. Het glomuslichaam heeft een hoge sympathische tonus en sympathische stimulatie leidt tot bijna volledige vasoconstrictie.
Endotheelcellen vormen één doorlopende laag die alle vaatsegmenten bekleedt. In de slagaders houden junctionele complexen de endotheelcellen bij elkaar, maar in de aderen zijn deze minder aanwezig. De organisatie van de endotheelcellaag in haarvaten kan sterk variëren, afhankelijk van de locatie. De arterioveneuze shunt van het glomuslichaam is een fysiologische shunt, in tegenstelling tot een abnormale arterioveneuze fistel.